# Lac Irène (rivière Opawica)
Pour les articles homonymes, voir Irène.
Le lac Irène est un plan d'eau douce de la partie Sud-Est du territoire de Eeyou Istchee Baie-James (municipalité), en Jamésie, dans la région administrative du Nord-du-Québec, dans la province de Québec, au Canada.
Ce plan d’eau s’étend dans le canton de Rasles. La foresterie constitue la principale activité économique du secteur. Les activités récréotouristiques arrivent en second.
Le bassin versant du lac Irène est accessible grâce à la route forestière R1032 (sens Nord-Sud) qui passe du côté Ouest des lacs Gabriel et Irène ; en sus, cette route enjambe la rivière Irène (rivière Opawica) au sud du lac Irène pour aller rejoindre vers le sud la route 212 laquelle passe du côté sud de la vallée de la rivière Irène, reliant Obedjiwan à La Tuque.
La surface du lac Irène est habituellement gelée du début novembre à la mi-mai, toutefois la circulation sécuritaire sur la glace se fait généralement de la mi-novembre à la mi-avril.

## Géographie
Le lac Irène comporte une longueur de 7,8 km, une largeur maximale de 1,7 km et une altitude de 372 m. Ce lac comporte plusieurs dizaines d’îles, des presqu’îles et de nombreuses baies.
L’embouchure de ce lac Irène est localisée au fond d’une baie au Nord du lac, soit à :
- 7,6 km au Nord-Est de l’embouchure de la rivière Irène ;
- 26,3 km au Nord-Est de l’embouchure du lac du Bras Coupé (rivière Opawica) ;
- 107,5 km à l’Est de l’embouchure de la rivière Opawica (confluence avec la rivière Chibougamau), soit la tête de la rivière Waswanipi ;
- 45,3 km au Sud-Ouest du centre-ville de Chibougamau ;
- 38,6 km au Sud-Est du centre du village de Chapais (Québec) ;
- 152 km à l’Ouest du lac Saint-Jean ;
- 74,8 km au Nord-Ouest du réservoir Gouin ;
- 104,5 km au Nord du centre du village de Obedjiwan[1].

Les principaux bassins versants voisins du lac Irène sont :
- côté nord : lac à l'Eau Jaune, rivière Obatogamau, lac de la Presqu'île (Nord-du-Québec), lac Opémisca ;
- côté est : lacs Obatogamau, rivière Obatogamau ;
- côté sud : lac des Vents (rivière Opawica), lac Caopatina, rivière Roy, lac Surprise (rivière Roy) ;
- côté ouest : lac du Bras Coupé (rivière Opawica), rivière Yvonne, rivière de l'Aigle (lac Doda).

## Toponymie
Le toponyme "lac Irène" a été officialisé le 5 décembre 1968 par la Commission de toponymie du Québec, soit lors de sa création.